# Томгрейни

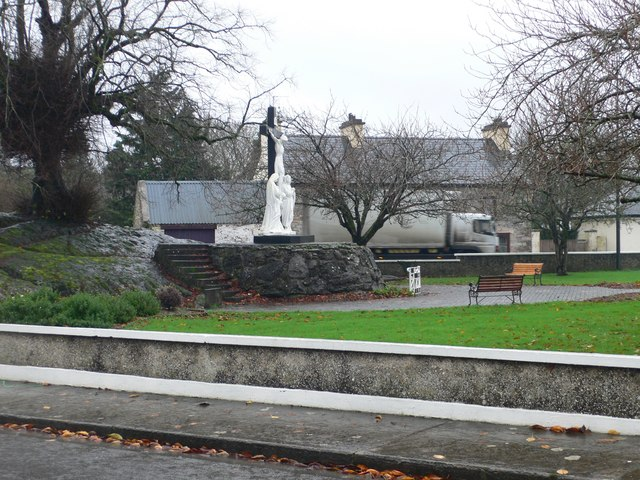
Мемориальный сад

Томгрейни (англ. Tuamgraney; ирл. Tuaim Gréine, «могила Грейни») — деревня в Ирландии, находится в графстве Клэр (провинция Манстер).
Упоминается в анналах и других источниках с VIII в. В Томгрейни существовал монастырь, основанный святым Кронаном (Мохуа) и был свой епископ (аббат), именовавшийся «наследником Кронана». Среди епископов Томгрейни выделяется Кормак Уа Киллене (ум. 1026), который заново отстроил церковь и башню монастыря. С конца XI в. Томгрейни был административно объединён с монастырём Клонмакнойс, настоятели которого были одновременно и настоятелями Томгрейни.
Томгрейни также известна, как место рождения романистки Эдны О’Брайен.